# Type L STCRP
Le type L de la Société des transports en commun de la région parisienne (STCRP) sont des véhicules de tramway qui ont circulé sur le réseau parisien entre 1924 et 1938.

## Histoire

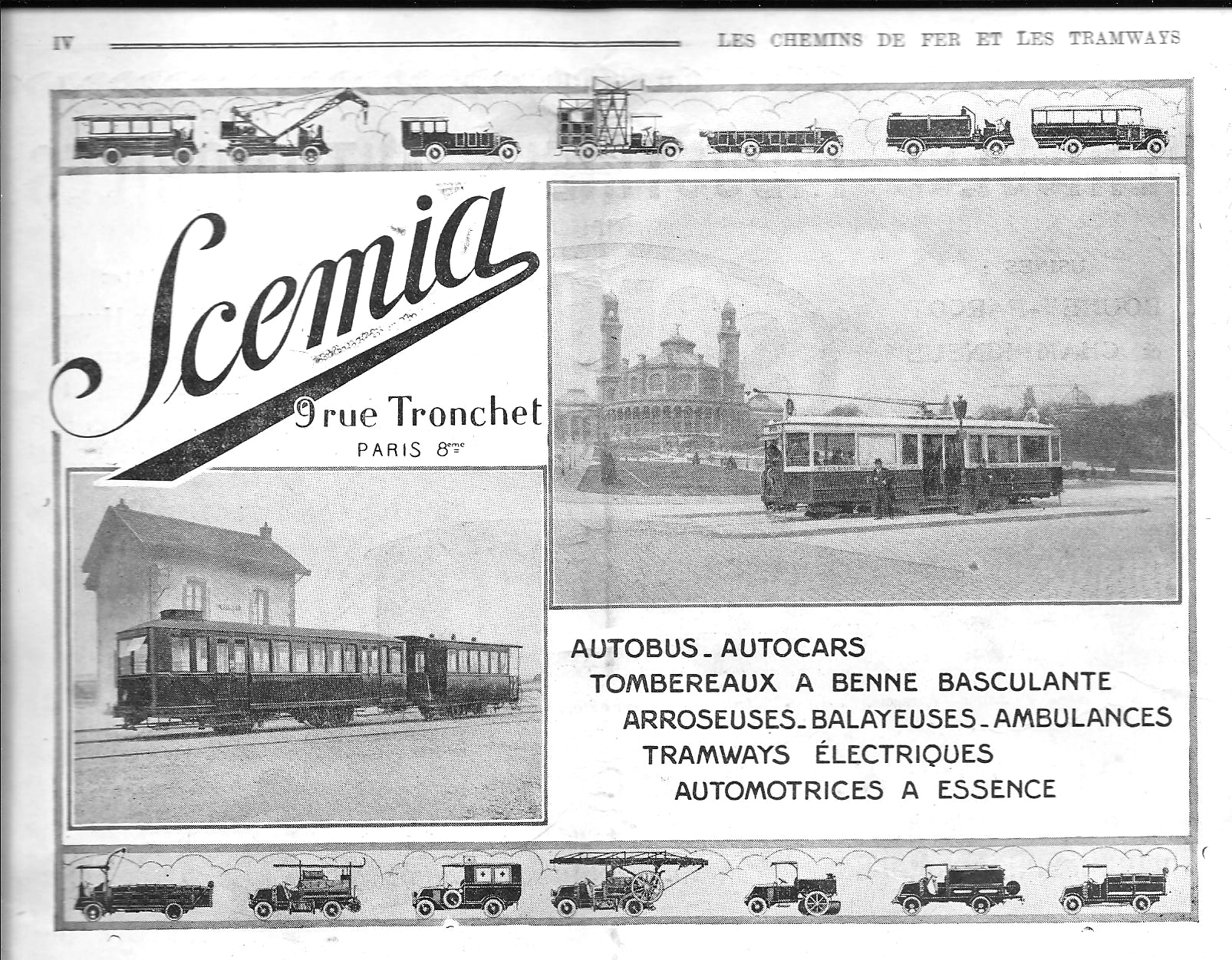
Motrice L sur une publicité de la firme Scemia

La STCRP réalise en 1924 sur le modèle des motrices de type Gs1, une série de 475 véhicules à 2 essieux, de type L (pour léger), pour assurer l'exploitation de ses lignes. En 1924, la série est mise en service puis réformée entre 1936 et 1938.
Un ensemble de 198 motrices de la série L a été modifié pour circuler en réversibilité avec des attelages de type Asl et formait la sous-série Ls. Cent cinquante motrices reçurent des moteurs Compound et formaient la série Lc.

## Description

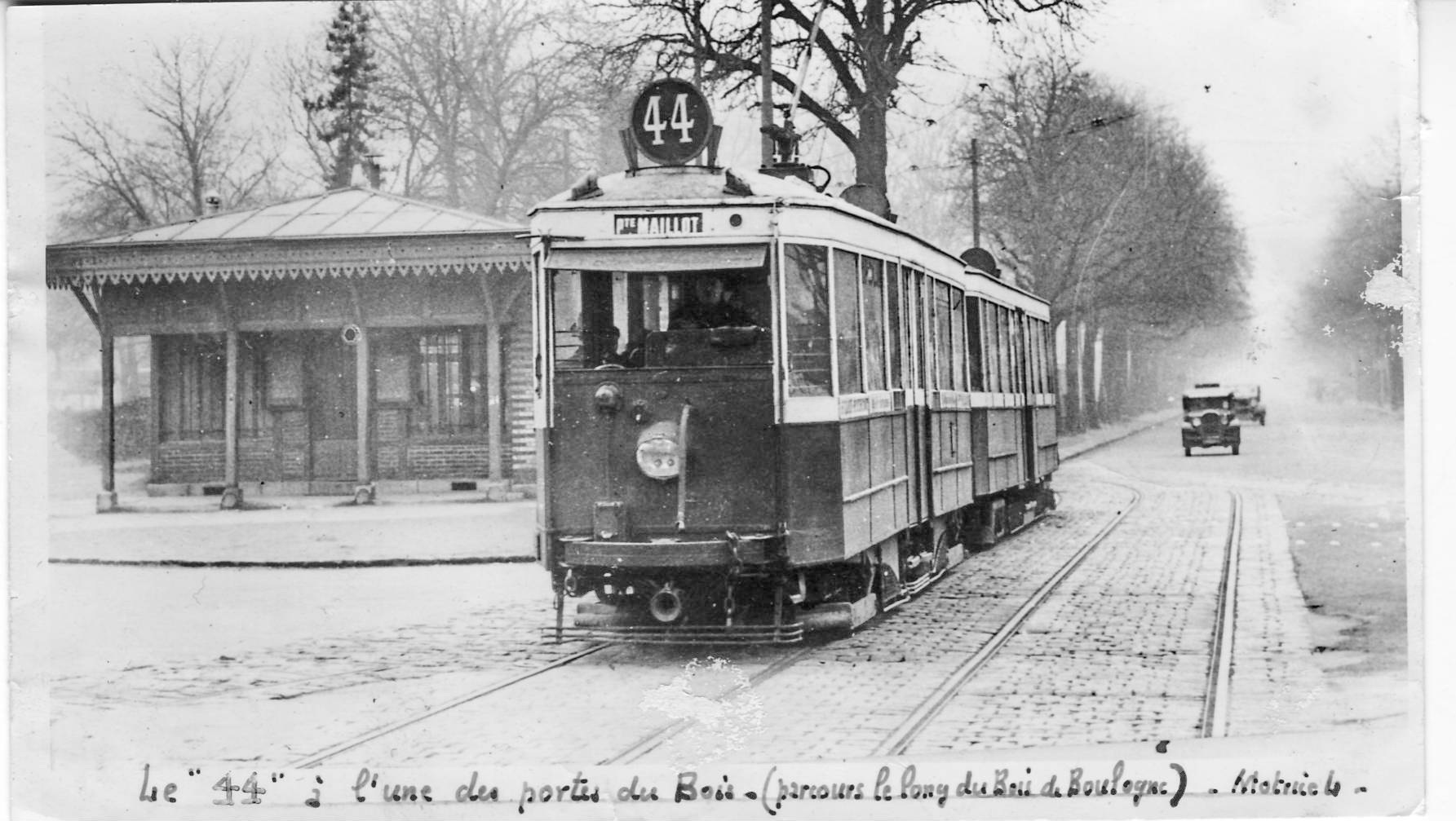
Motrice de type L sur la ligne 44

Ces motrices possédaient une caisse similaire à la série Gs1. Le châssis est totalement différent puisqu'il se compose d'un cadre dans lequel s'insèrent les deux essieux moteurs. Les  moteurs de traction sont situés aux extrémités de ce cadre et entraînent chaque essieu par l'intermédiaire d'un arbre de transmission. Cette technique est issue de l'automobile et appliquée par la firme Scemia.

## Caractéristiques

### Caractéristiques générales
- Numérotation : 2001 à 2475
- Longueur : 11,31 m
- Largeur : 2 m
- Empattement des essieux : 3,60 m
- Poids : 12,8 t

### Motorisation
- Puissance : 2 x 60 cv (moteurs TH 563)

### Aménagement
- Capacité : 
  - places assises : 1re classe : 15 places, 2e classe : 15 places
  - places debout sur la plateforme : 10 places